# Antoni Napoleon Ogrodowicz
Antoni Napoleon Ogrodowicz h. Brochwicz (ur. 21 grudnia 1806  w Pyzdrach, zm. 9 czerwca 1850 w Słowikowie) – polski szlachcic. Uczestnik powstania listopadowego i powstania wielkopolskiego 1846 roku.

## Życiorys
Urodził się w rodzinie Franciszka Łukasza Ogrodowicza (1777-1850) h. Brochwicz i Teresy Krzesińskiej (ok. 1781-1824). Jego ojciec był weteranem powstania kościuszkowskiego. W chwili jego narodzin był komisarzem sądowym w Pyzdrach. W latach 1809–1816 był mecenasem Trybunału Cywilnego Departamentu Poznańskiego. W 1816 r. był wymieniany jako patron trybunału miasta Kórnika. Następnie został mecenasem Sądu Najwyższej Instancji w Warszawie, a później radcą sprawiedliwości w Poznaniu. Dwukrotnie, w latach 1843 i 1844 był wybierany do rady miejskiej jako jej przewodniczący. Dziadek Karol Ogrodowicz był burmistrzem Pyzdr.
W 1830 r. Antoni Ogrodowicz przystąpił do powstania listopadowego. Później do powstania dołączył także jego brat Maksymilian. Ponadto w powstaniu brali też udział Józef i Leopold Ogrodowiczowie, jednakże brak wskazówek umożliwiających ich jednoznaczną identyfikację jako braci Antoniego. Ogrodowicz walczył w korpusie generała Rybińskiego. Brał udział w bitwie o Olszynkę Grochowską. Ostatecznie przedostał się z Rybińskim do Prus. W wojsku doszedł do stopnia kapitana.
W 1846 r. jego brat Maksymilian miał wciągnąć go do spisku mającego na celu wywołanie powstania. Antoni Ogrodowicz miał agitować na rzecz powstania w folwarku Parlinie, naprawiać drogę dla przeprowadzenia artylerii i przeprowadzać wywiad. Po wykryciu spisku został aresztowany i przetrzymywany w berlińskiej fortecy. Jego przesłuchanie odbyło się 10 sierpnia 1847 roku. Zeznał wówczas, iż jego przyznanie się do winy zostały wymuszone 15-dniowym przetrzymywaniem w lochu przez radcę ziemiańskiego Rydla oraz obietnicą uwolnienia. Przeciwko Ogrodowiczowi zeznawali dwaj wyrobnicy, Romanowski i Wilczewski, jednak ich zeznania pochodziły z drugiej ręki. Jako dowody w sprawie podawano, że Ogrodowicz zadeklarował gotowość do wzięcia udział w rewolucji oraz ostrzył swój pałasz. Obrońca braci Ogrodowiczów, komisarz sprawiedliwości Gall uznał te dowody za mało obciążające. Pomimo to, został on skazany na utratę kokardy (szlachectwa) i dożywotnie pozbawienie wolności w berlińskiej fortecy. Został uwolniony w kolejnym roku na skutek amnestii ogłoszonej w czasie rewolucji marcowej.

## Rodzina
1 sierpnia 1836 roku w Serocku poślubił Apolonię Łebińską (ok. 1810-?) z Łaszewa. Para miała dzieci: Teodora Stanisława (1837-?), Władysława Franciszka (1838-1840), Władysława Stanisława Wojciecha (1841-1883), Helenę (ok. 1841-1889) oraz Antoniego Mikołaja (1846-1927). Władysław i Antoni brali udział w powstaniu styczniowym. Wnukiem Antoniego Mikołaja był łącznik Armii Krajowej, Jerzy Władysław Ogrodowicz (1918-1983).
Po upadku powstania Ogrodowicz trudnił się jako dzierżawca. Do 1846 r. dzierżawił folwark Parlin. Następnie rodzina przeniosła się do Słowikowa k. Trzemeszna, gdzie Antoni zmarł w 1850 roku.